# 1233 هـ
1233 هـ هي سنة في التقويم الهجري امتدت مقابلةً في التقويم الميلادي بين سنتي 1817 و1818.

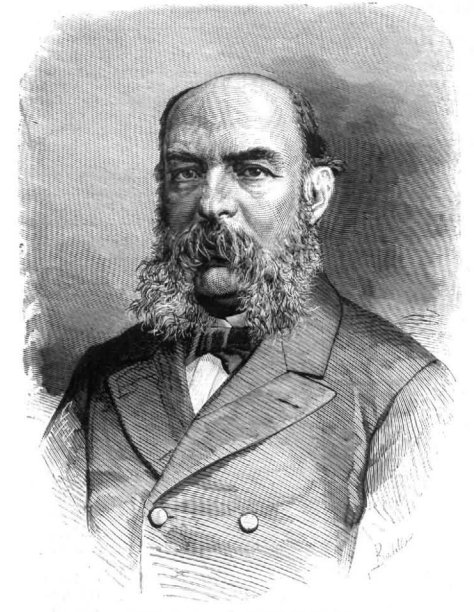
خوسيه أمادور دي لوس ريوس

## أحداث
- وفاة الشيخ فارس بن محمد الجربا واستلام ابنه صفوق الجربا حكم قبيلة شمر.
- في شهر رجب غادر إبراهيم باشا نجد بأمر من والده محمد علي.
- 8 ذو القعدة سقوط الدولة السعودية الأولى باستسلام الإمام عبد الله بن سعود لإبراهيم باشا وقامت قوات محمد علي باشا بهدم الدرعية.

## مواليد
- الأمير جلوي بن تركي.
- الكيرواني
- جلوي بن تركي بن عبد الله بن محمد آل سعود
- خوسيه أمادور دي لوس ريوس
- سبيتا
- صالح الكواز
- فرهاد ميرزا معتمد الدولة

## وفيات
- ديواني سنكوه
- رفيع الدين الدهلوي
- غالية البقمية
- محمد الأخباري
- يوهان لودفيك بركهارت
- عثمان دان فوديو